# Ogaszavara Micuo
Ogaszavara Micuo (Morioka, 1979. április 5. –) japán válogatott labdarúgó.
A japán válogatott tagjaként részt vett a 2002-es és a 2006-os világbajnokságon.

## Statisztika
| Japán válogatott | Japán válogatott | Japán válogatott |
| Időszak          | Mérk.            | gól              |
| ---------------- | ---------------- | ---------------- |
| 2002             | 8                | 0                |
| 2003             | 8                | 0                |
| 2004             | 12               | 2                |
| 2005             | 15               | 4                |
| 2006             | 10               | 1                |
| 2007             | 0                | 0                |
| 2008             | 0                | 0                |
| 2009             | 0                | 0                |
| 2010             | 2                | 0                |
| Összesen         | 53               | 7                |